# Xavier Hochstrasser
Xavier « Zaza » Hochstrasser est un footballeur suisse né le 1er juillet 1988 à Onex (Suisse).

## Biographie
Hochstrasser évolue au milieu de terrain et porte le numéro 22. Il joue notamment en équipe de Suisse espoirs de football.

## Carrière en club
Hochstrasser débute à Étoile Carouge FC où il se découvre un nouveau poste : "Avant, j’étais toujours attaquant côté droit. Un jour, j’ai reculé milieu droit, puis milieu axial. Le poste où je me sens le plus à l’aise. Je peux attaquer, défendre, je touche beaucoup de ballons."
Repéré par le Paris Saint-Germain Football Club à 14 ans, il dispute un tournoi à Lyon avec l'équipe de la capitale française remporté face à FC Lausanne-Sport. Il rejoint le Servette FC, mais le PSG le recontacte : "Paris, c’est le club de mon cœur, rejoindre son centre de formation, c’était un rêve. Tout est prêt, j’ai déjà mon nom sur la porte de ma chambre au centre, je donne ma démission à Servette et trois semaines avant de partir, téléphone du PSG qui renonce au dernier moment. Ca posait trop de problèmes pour Paris, encore impliqué dans Servette via Canal+, d’engager un Servettien…. J’en ai pleuré… "
Il rejoindra donc l'équipe du Servette FC par la petite porte, où il écope du dernier numéro disponible : le 22. Xavier Hochstrasser et son club monte en Challenge League puis Hochstrasser reçoit une offre du club des BSC Young Boys qu'il accepte et rejoint le club en 2006. 
En janvier 2011, il est prêté au club du Calcio Padoue en série B italienne jusqu'à la fin de la saison avec option d'achat. 
Il revient en Suisse pour la saison 2011/2012 par l'intermédiaire du FC Lucerne. Il marque son premier but sous les couleurs lucernoises lors de la 6e journée de championnat se déroulant face au FC Bâle à la suite d'une passe d'Hakan Yakın et délivre une passe décisive, ce qui permet à son club de l'emporter 3-1.
En août 2014, après trois saisons passées au FC Lucerne, il est transféré au FC Lausanne-Sport, fraichement relégué en Challenge League. En trois saisons dans le club de Suisse centrale, il aura joué 68 matchs et marqué 6 buts.

### Statistiques en club
| Saison                | Club                  | Championnat           | Championnat | Championnat | Coupe(s) nationale(s) | Coupe(s) nationale(s) | Compétition(s) continentale(s) | Compétition(s) continentale(s) | Compétition(s) continentale(s) | Total | Total |
| Saison                | Club                  | Division              | M.          | B.          | M.                    | B.                    | Comp.                          | M.                             | B.                             | M.    | B.    |
| 2005-2006             | Servette FC           | 1re ligue             | 30          | 2           | 6                     | 0                     | -                              | -                              | -                              | 36    | 2     |
| Sous-total            | Sous-total            | Sous-total            | 30          | 2           | 6                     | 0                     | -                              | -                              | -                              | 36    | 2     |
| 2006-2007             | BSC Young Boys        | Super League          | 19          | 1           | 2                     | 0                     | -                              | -                              | -                              | 21    | 1     |
| 2007-2008             | BSC Young Boys        | Super League          | 29          | 2           | 4                     | 0                     | C3                             | 1                              | 0                              | 34    | 2     |
| 2008-2009             | BSC Young Boys        | Super League          | 31          | 5           | 5                     | 1                     | C3                             | 3                              | 0                              | 39    | 6     |
| 2009-2010             | BSC Young Boys        | Super League          | 34          | 4           | 4                     | 1                     | C3                             | 2                              | 0                              | 40    | 5     |
| 2010-2011             | BSC Young Boys        | Super League          | 12          | 0           | 2                     | 0                     | C1 C3                          | 3 5                            | 1 0                            | 22    | 1     |
| 2010-2011             | Calcio Padoue (prêt)  | Série B               | 6           | 0           | -                     | -                     | -                              | -                              | -                              | 6     | 0     |
| Sous-total            | Sous-total            | Sous-total            | 131         | 12          | 17                    | 2                     | -                              | 14                             | 1                              | 162   | 15    |
| 2011-2012             | FC Lucerne            | Super League          | 31          | 3           | 5                     | 0                     | -                              | -                              | -                              | 36    | 3     |
| 2012-2013             | FC Lucerne            | Super League          | 23          | 3           | 1                     | 0                     | C3                             | 2                              | 0                              | 26    | 3     |
| 2013-2014             | FC Lucerne            | Super League          | 14          | 0           | 1                     | 0                     | -                              | -                              | -                              | 15    | 0     |
| 2014-2015             | FC Lucerne            | Super League          | -           | -           | -                     | -                     | C3                             | 1                              | 0                              | 1     | 0     |
| Sous-total            | Sous-total            | Sous-total            | 68          | 6           | 7                     | 0                     | -                              | 3                              | 0                              | 78    | 6     |
| 2014-2015             | FC Lausanne-Sport     | Challenge League      | 16          | 0           | 1                     | 0                     | -                              | -                              | -                              | 17    | 0     |
| Sous-total            | Sous-total            | Sous-total            | 16          | 0           | 1                     | 0                     | -                              | -                              | -                              | 17    | 0     |
| 2015-2016             | FC Le Mont            | Challenge League      | 30          | 3           | 3                     | 0                     | -                              | -                              | -                              | 33    | 3     |
| Sous-total            | Sous-total            | Sous-total            | 30          | 3           | 3                     | 0                     | -                              | -                              | -                              | 33    | 3     |
| 2016-2017             | Stade Nyonnais        | Promotion League      | 16          | 1           | -                     | -                     | -                              | -                              | -                              | 16    | 1     |
| Sous-total            | Sous-total            | Sous-total            | 16          | 1           | -                     | -                     | -                              | -                              | -                              | 16    | 1     |
| Total sur la carrière | Total sur la carrière | Total sur la carrière | 291         | 24          | 34                    | 2                     | -                              | 17                             | 1                              | 342   | 27    |

## Carrière en équipe nationale
Hochstrasser joue régulièrement en équipe de Suisse espoirs de football. L'équipe des espoirs se qualifie pour l'Euro M21 qui se déroule au Danemark. Hochstrasser contribue au succès de l'équipe. Il marque un magnifique but face à l'Équipe de Suède espoirs de football au match aller (4-1) et délivre la passe décisive pour Nassim Ben Khalifa lors du match retour (1-1) des matchs de barrage.
Cependant, il perd sa place de titulaire dans l'axe et devient remplaçant aux yeux de Pierluigi Tami à la suite de l'éclosion du jeune Granit Xhaka. Hochstrasser participera à 2 matchs lors du tournoi et sera une fois titulaire à la suite de la suspension de Xhaka en demi-finale. La Suisse espoir fera un tournoi remarquable et participera à la finale de l'Euro M21 face à l'Équipe d'Espagne espoirs de football après avoir engrangé son plein de confiance en gagnant chaque match et en n'encaissant aucun but jusqu'à la finale. Les jeunes espoirs se qualifient pour les Jeux olympiquesde Londres.

## Palmarès

### Titres remportés en sélection nationale
- Suisse Espoirs
  - Championnat d'Europe de football espoirs 2011
    - Finaliste : 2011

### Titres remportés en club
- BSC Young Boys
  - Coupe de Suisse de football
    - Finaliste : 2006 et 2009

But en Champions League contre Tottenham en 2010.